# Börgöndi repülőtér
A Börgöndi repülőtér Székesfehérvár és Aba közigazgatási területén, Székesfehérvártól 10 km-re délre, Börgönd közelében helyezkedik el. Megnyitása óta számos repülőnapnak és más rendezvénynek adott otthont. Az utóbbi években az Albatrosz Repülő Egyesület üzemeltette, így motoros- és vitorlázórepülő oktatásra, repülőgép-tárolásra, valamint sárkányrepülésre is mód nyílt a repülőtéren.

## Története

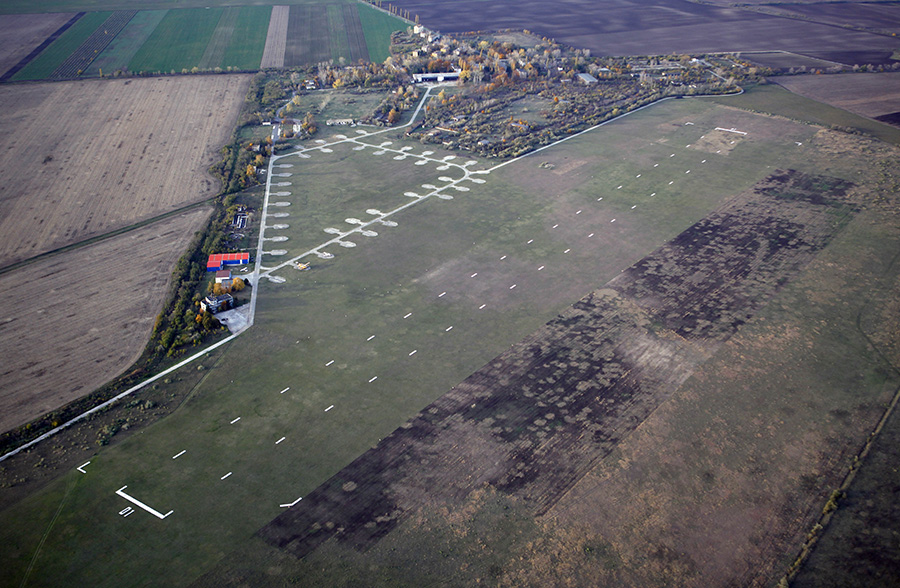
A Börgöndi repülőtér

A repülőtér építését 1936-ban az 1/1 és az 1/2 Vadászrepülő századok Börgöndre telepítése után kezdték meg. A trianoni békeszerződés megkötései miatt csak rejtett formában történhetett a katonai repülés Fiat CR.30 és CR.32 típusokkal.
A második világháború idején (1939-től) a repülőtérnek fontos szerepe volt vadászrepülők és bombázók állomásoztatásában. 1942-43-ban nagyszabású építkezések folytak a repülőtéren: új hangárokat és műhelyeket építettek.
1943-tól a Német Légierő is használta a repülőteret a Magyar Királyi Honvéd Légierővel közösen. A repülőtéren a háború minden fontos repülőgépe megfordult, jellemzően Ju 87 Stuka zuhanóbombázók, Bf 109 vadászrepülők és egy alkalommal az óriás Me 323 Gigant szállítógép is. A szovjet előrenyomulást követően 1944 decemberében a repülőteret elfoglalták az oroszok. A német és magyar repülőgépek helyére a szovjet Po–2 típusok kerültek.
A háborút követően az építő zászlóalj, majd 1951-től a Csatarepülő Ezred Il–10 típusú gépekkel, 1957 és 1973 között pedig a Légvédelmi Tüzér Rakéta Ezred szolgált Börgöndön. A Mechanikai és Technikai Csapatrepülő Parancsnoksága alatt 1973-tól két évig a könnyű helikopter osztály Mi–2-es helikopterekkel, 1975-től 1992-ig pedig a 90. Vezetésbiztosító és Futárhelikopter Ezred Mi–2-es (két század) és Kamov Ka–26-os (egy század) gépekkel használta Börgöndöt. Ezen időszak alatt a repülőtéren kapott elhelyezést az ország egyetlen ejtőernyő javító és készítő műhelye is.
1995-től a repülést és a repülő sportokat az Albatrosz Repülő Egyesület képviseli Börgöndön, illetve ezzel együtt Székesfehérváron.
2008-ban az Alba Airport fejlesztési szerződést kötött a repülőtér területét birtokló Székesfehérvár és Aba vezetőivel, valamint a repülőtér fejlesztésébe bekapcsolódott Biggeorge's-NV ZRt. A repülőteret a fejlesztésekkel nemzetközi repülőtérré és a diszkont légitársaságok számára is elérhetővé kívánták tenni.
A tervek szerint 20-25 milliárd forintos fejlesztés 2008 szeptemberében kapta meg a jogerős építési engedélyt. A beruházás 2008 áprilisában az ürgepopuláció áttelepítésével vette kezdetét, ennek elhúzódása miatt az építkezés kezdetét 2010-re tervezték. Az eredeti tervek szerint  2010 tavaszára a repülőteret egy két kilométer hosszú kifutópályával, egy ötezer négyzetméteres utasterminállal és kiegészítő létesítményekkel kellett volna bővíteni. A beruházó úgy tervezte, hogy a kibővítés utáni első évben 150 ezer, a hetedik évben  kb. 1,5 millió utas fordul majd meg a légikikötőben. A fejlesztések ugyanakkor csak nagyon lassan haladtak, az építési engedély kiadása utáni harmadik évben a tervekből még semmi sem valósult meg.
Székesfehérvár önkormányzata 2012 októberében úgy döntött, visszakéri a repteret a befektetőtől. Miután a szóbeli egyezség megszületett, a város a terület visszavásárlására 2014-ben 2 milliárd forintot kapott az államtól. A reptér melletti ipari parkot ugyanakkor várhatóan továbbra is Biggeorge's-NV és a város közösen fejleszti tovább.